# Аманкарагай
Аманкарага́й (каз. Аманқарағай) — село у складі Аулієкольського району Костанайської області Казахстану. Адміністративний центр Аманкарагайського сільського округу.
В радянські часи село мало статус смт.
Населення — 6403 особи (2021; 7304 у 2009, 8120 у 1999, 8571 у 1989).